# Hu Jintao

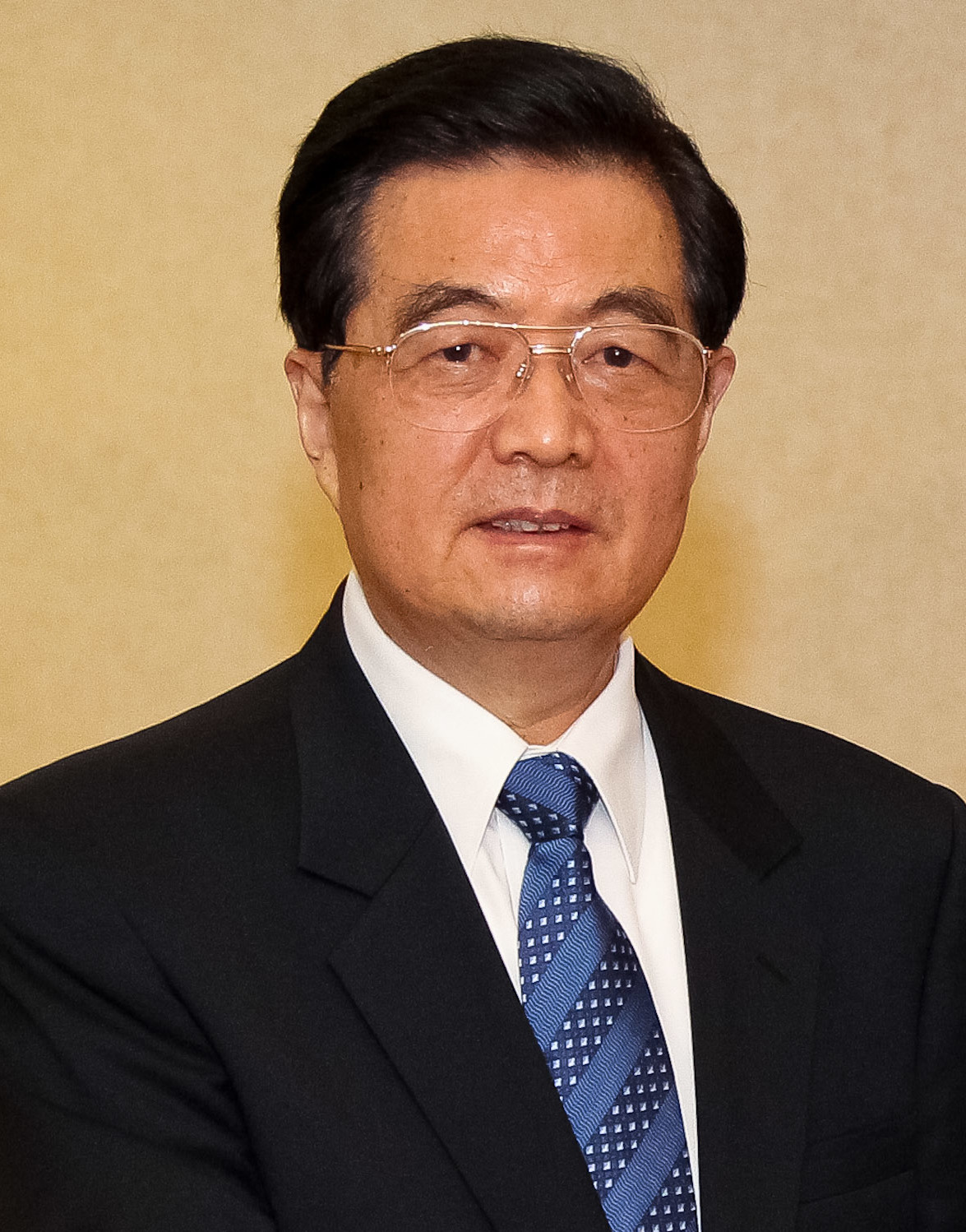
Hu Jintao (2011)

Hu Jintao (chinesisch 胡錦濤 / 胡锦涛, Pinyin Hú Jǐntāo; * 21. Dezember 1942 in Jiangyan, bezirksfreie Stadt Taizhou) ist ein ehemaliger Politiker der Volksrepublik China. Von 2003 bis 2013 war er Staatspräsident der Volksrepublik China. Von 2002 bis 2012 war er Generalsekretär der Kommunistischen Partei Chinas und als Vorsitzender der Zentralen Militärkommission der Oberbefehlshaber der Volksbefreiungsarmee und somit „Überragender Führer“ (von Partei, Staat und Armee) der Volksrepublik China. Im März 2013 wurde er von Xi Jinping als Staatspräsident abgelöst.

## Herkunft, Aufstieg in der Partei
Hu Jintao wurde 1942 in Jiangyan (Provinz Jiangsu) geboren. Sein Geburtshaus liegt heute unmittelbar hinter dem Hochhaus der Industrie- und Handelsbank von Taizhou. Sein Vater war Teehändler, der später während der Kulturrevolution denunziert wurde. Da seine Mutter starb, als Hu sieben Jahre alt war, wurde er als Halbwaise anschließend von einer Tante erzogen. 1959  verließ er mit 18 Jahren Jiangyan und studierte bis 1965 an der Tsinghua-Universität in Peking. Während dieser Zeit trat er 1964 in die Kommunistische Partei Chinas ein. An der Universität lernte er auch seine Frau Liu Yongqing kennen, mit der er zwei Kinder hat. Nach dem Abschluss seines Ingenieurstudiums für Wasserbau arbeitete er ab 1968 in einer Wohnungsbaubrigade in der Provinz Gansu. Von 1969 bis 1974 arbeitete er als Ingenieur für das sinohydrische Ingenieurbüro Nummer 4. 1974 wurde er, ebenfalls in Gansu, Sekretär der Kommission für Investbau. Im nächsten Jahr wurde er dort Vizeseniorchef. In dieser Zeit traf er seinen künftigen Förderer Song Ping, den ersten Sekretär des Komitees der kommunistischen Partei Gansus.
Sein politischer Aufstieg begann in den 1980er Jahren. So besuchte er 1981 die Zentrale Parteischule in Peking. Hier knüpfte er Kontakte zu Deng Nan, der Tochter Deng Xiaopings, und Hu Deping, dem Sohn Hu Yaobangs. 1982 wurde Hu Sekretär des Kommunistischen Jugendverbandes Gansus. Im selben Jahr noch wurde er Sekretär des Zentralkomitees des Kommunistischen Jugendverbandes in Beijing. 1983 wurde er Vorsitzender des Verbandes. Zu dieser Zeit begleitete er Hu Yaobang, den Generalsekretär der Kommunistischen Partei Chinas, auf Reisen durch das Land.

## Parteisekretär in Guizhou und Tibet
1985 wurde Hu Parteisekretär der Provinz Guizhou. Die dort 1987 ausbrechenden Studentenproteste behandelte er mit Vorsicht. 1988 übernahm er das Amt des Parteisekretärs von Tibet und war dort 1989 für die gewaltsame Niederschlagung von Protesten und die Verhängung des Kriegsrechts verantwortlich.

## Mitglied des Politbüros
Dem Ständigen Ausschuss des Politbüros gehört Hu seit 1992 an. Die Leitung der Parteischule des Zentralkomitees hatte er ab 1993 als deren Präsident inne. Ebenso arbeitete er im Sekretariat des Politbüros, das mit dessen Tagespolitik beschäftigt war, wie auch im Medienbereich, wo er insbesondere für die Darstellung des Präsidenten in der Öffentlichkeit zuständig war. Als die Mitglieder der sogenannten zweiten Führungsgeneration der Kommunistischen Partei, so z. B. Deng Xiaoping, die Machtübergabe an die darauf folgende Generation vorbereiteten, wurde auch über den übernächsten Machtwechsel beratschlagt. So wurde Hu schon 1992 von Deng, auf Vorschlag Song Pings, als zukünftiger Parteichef ausersehen. Nicht zuletzt dank der Förderung durch Hu Yaobang führte die politische Karriere Hu Jintaos auch tatsächlich bis in die höchsten Ämter der Volksrepublik.
1998 wurde Hu Vizepräsident der Volksrepublik China. Da der damalige Staatspräsident Jiang Zemin wollte, dass Hu eine aktivere Rolle in der Außenpolitik übernahm, äußerte sich Hu 1999 oft in Bezug auf das US-Bombardement der chinesischen Botschaft in Belgrad.

## Präsidentschaft

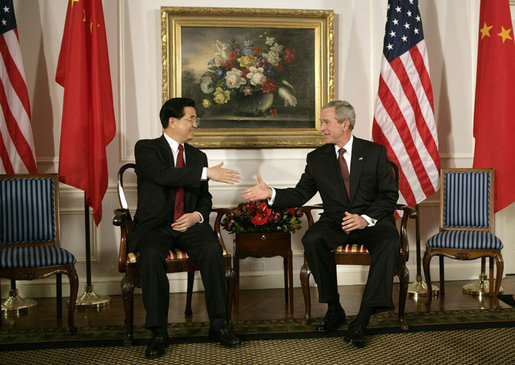
Hu Jǐntao zu Besuch beim damaligen US-Präsidenten George W. Bush

Am 15. November 2002 wurde Hu Jintao zum neuen Generalsekretär der Kommunistischen Partei der Volksrepublik China gewählt. Im März 2003 wählte ihn der Nationale Volkskongress zum Staatspräsidenten und ab November 2004 hatte er das Oberkommando der Volksbefreiungsarmee. Durch die Nachfolge in diesen drei Ämtern wurde Hu Jintao zum neuen Paramount Leader (Führer von Partei, Staat und Armee) der Volksrepublik China. Er galt eher als „Hardliner“ denn als Reformer.
Erstmals seit zehn Jahren besuchte mit Hu Jintao Ende 2006 ein chinesischer Präsident das Nachbarland Indien.
In seiner programmatischen Rede zum Auftakt des 17. Parteikongresses der Kommunistischen Partei am 14. Oktober 2007 kündigte Hu Jintao eine gerechtere Verteilung des Wohlstands und mehr Umweltschutz an. Er räumte ein, dass das chinesische Wirtschaftswachstum „mit unmäßig hohen Kosten“ erzielt werde und die Umwelt stark belaste. Wörtlich sagte er den 2200 Delegierten: „Wir werden ein System errichten, das zum Energiesparen und zur Reduzierung von Abgasen verpflichtet.“ Er bekräftigte die zentrale Führungsrolle der Kommunistischen Partei und bekannte sich zum Einparteiensystem. Innerhalb dieses politischen Rahmens stellte er moderate Reformen in Aussicht.
Am 15. März 2008 wurde Hu vom 11. Nationalen Volkskongress mit 99,7 % der Stimmen in seinem Amt als Staatspräsident bestätigt; wie üblich gab es keine Gegenkandidaten.
Am 1. Oktober 2009 feierte das Regime den 60. Jahrestag der Gründung der VR China auf dem Platz des Himmlischen Friedens. Zu diesem Anlass nahm Hu ein Truppen-Defilee ab und hielt eine Ansprache zur Lage der Nation. Er sagte, China werde an seiner „erfolgreichen Variante des Sozialismus“ auch in Zukunft festhalten. 
Diese Auftritte absolvierte Hu in einer maßgeschneiderten, modernisierten Variante des Sun-Yat-sen-Anzugs. In jener Funktionärstracht hatte Mao 1949 an gleicher Stelle die Volksrepublik ausgerufen.
Das Forbes Magazine schrieb 2010, Hu Jintao sei der mächtigste Mensch der Welt. 2009 hatte Forbes  US-Präsident Barack Obama als solchen genannt. 
2011 setzte Forbes Obama auf Platz eins, den russischen Präsidenten Putin auf Platz zwei und Hu Jintao auf Platz drei.

## Rücktritt
Am 14. November 2012 erklärte Hu Jintao auf dem Parteitag der KPCh seinen Rücktritt vom Parteivorsitz. Er wurde auch nicht mehr in das Zentralkomitee der Partei gewählt. Auch den Vorsitz der Zentralen Militärkommission legte er mit sofortiger Wirkung nieder. Am 14. März 2013 wurde Xi Jinping als sein Nachfolger vom Nationalen Volkskongress zum neuen Staatspräsidenten gewählt.
In der Retrospektive gegen Ende seiner Regierungszeit hieß es, Hus Präsidentschaft sei durch einen bescheidenen und zurückhaltenden Führungsstil gekennzeichnet. Seine Amtszeit war geprägt von kollektiver Führung und konsensbasierter Herrschaft. Diese Eigenschaften trugen zu Hus rätselhaftem Image in der Öffentlichkeit bei. Seine Art des Regierens setzte mehr auf technokratische Kompetenz als auf einen stark ausgeprägten Personenkult.

## Vorfall auf dem 20.Parteikongress
Bei der Abschlusssitzung des 20. Parteikongresses der Kommunistischen Partei Chinas in Peking am 22. Oktober 2022 wurde Hu Jintao, nachdem er auf dem Podium neben Xi Jinping Platz genommen hatte, von Offiziellen anscheinend gegen seinen Willen aus dem Saal geleitet. Der Vorfall ereignete sich kurz nachdem ausländische Medienvertreter den Saal betreten hatten. Die genauen Umstände blieben für westliche Medienbeobachter unklar. Laut eines Parteisprechers hatte der 79-jährige Hu den Parteitag „aus gesundheitlichen Gründen“ verlassen. Einige internationale Beobachter vermuteten hinter dem Vorfall eine Machtdemonstration Xis, während andere die offizielle Darstellung als plausibel betrachteten. In den chinesischen Fernsehnachrichten wurde der Vorfall nicht erwähnt. Der Vorfall ereignete sich vor der Kongressabstimmung über den Bericht des 19. Zentralkomitees, den Arbeitsbericht der 19. zentralen Kommission für Disziplinaraufsicht und eine Änderung der Parteisatzung. Hu nahm aufgrund dieses Vorfalls nicht an der Abstimmung teil. Nachdem Hu anschließend etwa sechs Wochen lang nicht öffentlich aufgetreten war, nahm er am 6. Dezember 2022 an der Trauerfeier für Jiang Zemin teil. Hu gilt als einer der letzten Vertreter moderaterer Positionen in der KPCh.

## Privates
Hu Jintao ist verheiratet und hat zwei Kinder. Im Januar 2014 wurde aufgrund von Recherchen des Centers for Public Integrity („Offshore-Leaks“) bekannt, dass die Familie des ehemaligen Staatspräsidenten über seinen Neffen Hu Yishi Gelder durch die Gründung von Offshore-Briefkastengesellschaften ins Ausland verlagert hat.